# كانتون سانتو دومينغو
كانتون سانتو دومينغو (بالإنجليزية: Santo Domingo Canton)‏ هو كانتون في الإكوادور، يتبع سانتو دومينغو دا لوس تساتشيلاس، عاصمته سانتو دومينغو (الإكوادور).